# Apotolamprus nanoides
Apotolamprus nanoides là một loài bọ cánh cứng trong họ Bọ hung (Scarabaeidae).